# Pistolet AMT Back Up
AMT Back Up – amerykański pistolet samopowtarzalny. Ten przeznaczony do samoobrony kieszonkowy pistolet był produkowany od 1976 roku początkowo przez Ordance Manufacturing Company, później przez Arcadia Machine & Tool (oba zakłady należały do korporacji Trust Deed Estates). W latach 90. produkcje pistoletu zakończono.